# Sajami Macušita
Sajami Macušita, japonska lokostrelka, * 1. april 1982.
Sodelovala je na lokostrelskem delu poletnih olimpijskih igrah leta 2004, kjer je osvojila 28. mesto v individualni in 14. mesto v ekipni konkurenci.